# Timur Khabibulin
Timur Khabibulin, né le 2 août 1995 à Tachkent, est un joueur de tennis kazakh d'origine tatar, professionnel entre 2013 et 2021.

## Carrière
Ayant connu ses principaux succès en double, Timur Khabibulin compte huit titres dans les tournois du circuit ITF et trois au niveau Challenger. Il s'est imposé avec Aleksandr Nedovyesov à Astana en 2016 et Almaty en 2017, ainsi qu'à Karshi en 2018 avec Vladyslav Manafov.
En 2017, il est sélectionné dans l'équipe du Kazakhstan de Coupe Davis pour affronter l'Argentine en barrages du groupe mondial. Il remporte le match de double, associé à Aleksandr Nedovyesov, contre Máximo González et Andrés Molteni (5-7, 6-4, 7-5, 6-4), contribuant ainsi à la victoire de l'équipe face aux tenants du titre. Il est à nouveau sélectionné en 2018 pour disputer le double au premier tour du groupe mondial face à la Suisse. Aux côtés d'Aleksandr Nedovyesov, il donne à son pays le point de la qualification pour les quarts de finale. En quart de finale, il perd son match contre la paire Ivan Dodig-Nikola Mektić. Il est sélectionné une dernière fois en 2019 mais perd son double contre le Portugal.
Il fait l'objet en 2023 d'une suspension provisoire pour des soupçons de matchs truqués.

## Parcours enCoupe Davis
| #                                                             | Date          | Lieu   | Surface    | Gagnant(s)                            | Perdant(s)                        | Score                    |          |
|                                                               |               |        |            |                                       |                                   |                          |          |
| 2017 - play-off (groupe mondial) - Kazakhstan - Argentine 3:1 |               |        |            |                                       |                                   |                          |          |
| 1                                                             | 15-17/09/2017 | Astana | Dur (int.) | Timur Khabibulin Aleksandr Nedovyesov | Máximo González Andrés Molteni    | 5-7, 6-4, 7-5, 6-4       | Parcours |
|                                                               |               |        |            |                                       |                                   |                          |          |
| 2018 - 1er tour (groupe mondial) - Kazakhstan - Suisse 4:1    |               |        |            |                                       |                                   |                          |          |
| 2                                                             | 02-04/02/2018 | Astana | Dur (int.) | Timur Khabibulin Aleksandr Nedovyesov | Marc-Andrea Hüsler Luca Margaroli | 6-4, 6-4, 3-6, 65-7, 6-3 | Parcours |

## Classements ATP en fin de saison
| Année          | 2013 | 2014 | 2015 | 2016 | 2017 | 2018 | 2019 | 2020 | 2021 | 2022 |
| Rang en simple | 1471 | 906  | 883  | 966  | 785  | 1466 | 1105 | 1084 | 1387 | 1724 |
| Rang en double | 1534 | 1082 | 840  | 313  | 297  | 155  | 263  | 313  | 434  | 1264 |

Source : (en) Classements de Timur Khabibulin sur le site officiel de la Fédération internationale de tennis